# Паркет

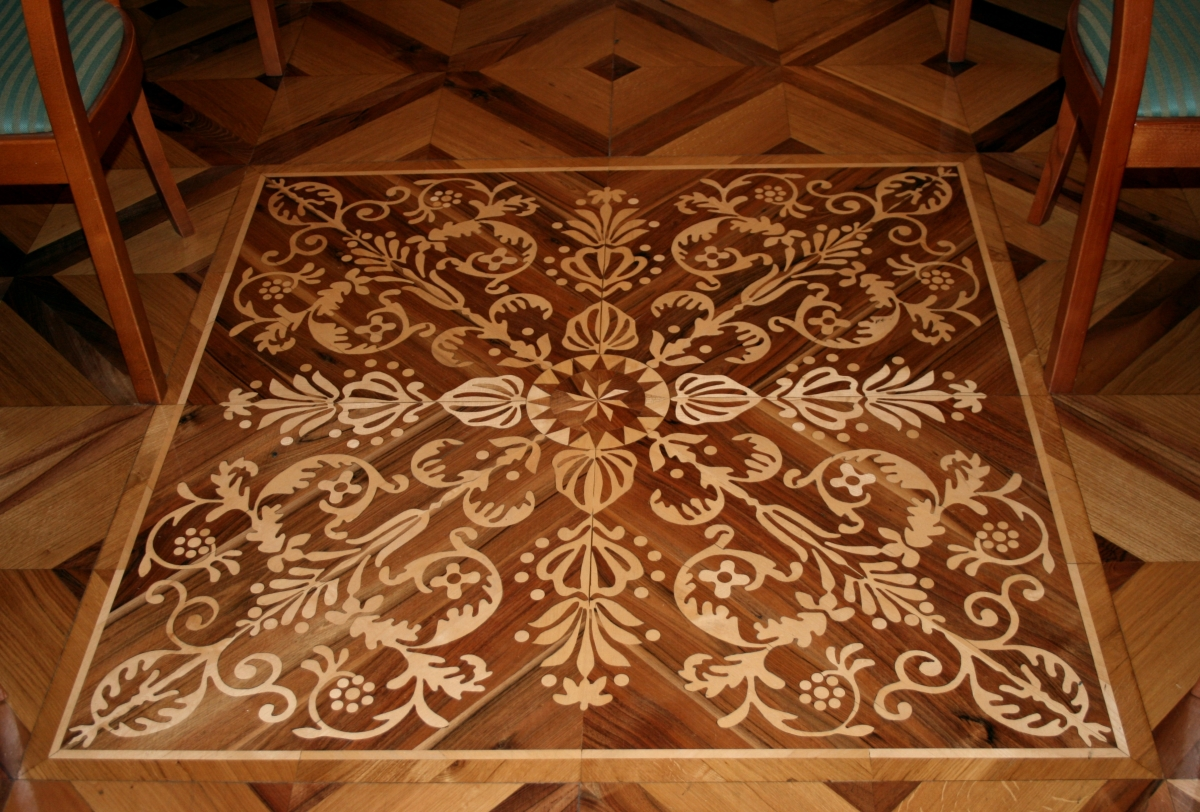
Паркетована підлога

Парке́т (від фр. Parquet) — дерев'яна підлога в житлових приміщеннях з натуральної сировини з різними малюнками геометричних чи рослинних форм.

## Етимологія
Російське, білоруське, болгарське паркет, польське parkiet, чеське словацьке верхньолужицьке parket, македонське паркет, сербохорватське pàrkiĕt, словенське parkét; — запозичення з французької мови; фр. parquet «паркет; невелике огороджене місце» є демінутивною формою від parc «тин, огорожа; обгороджена площа, парк».

## Різновиди підлог
- Холодні підлоги виникли давно і відтворювались в камені,глині, бетоні, мозаїкою, цеглою тощо. Розвиток металургії і здешевлення продукції додали підлоги з чавуну. Віднайдення нових матеріалів спонукало появу підлог з цементу, бетону, гіпсу , асфальту. Перевагою холодних підлог було їх використання як в службових приміщеннях, так і в відкритих в простір галереях, терасах, балконах тощо.
- Теплі підлоги мали розповсюдження лише в житлових приміщеннях і вимоги до них були значно більші. Паркет ( як різновид теплої підлоги ) виник саме в житлових приміщеннях.

Сировиною слугувала деревина садів і лісів (груша, сосна, дуб, ясен, береза, бук, самшит). Після доби Велеких географічних відкриттів і розвитку міжнародної торгівлі для паркетів почали використовувати заморські, екзотичні породи з Африки і Америки разом зі звичними.
В добу бароко аби мати деревину необхідного кольору, використовували фарбування дощок з сосни.

## Паркети доби готики
Вважають, що паркет з'явився в Західній Європі в добу готики.Саме тоді наново віднайшли пилу і вдосконалили теслярські інструменти, які дозволяли робити тонкі дошки потрібної довжини і форми.Паркети були невеликі, тільки в деяких кімнатах багатої оселі. Переважали геометричні візерунки.
В добу середньовіччя паркет перестав бути новиною в замках, багатих оселях і королівських палацах.

## Доба відродження
Для створення паркетів почали використовувати техніки маркетрі і інтарсії, як і для меблів.
- Маркетрі нагадує мозаїку, де дерев'яну поверхню збирають з окремих елементів (як сучасні пазли), а потім ретельно шліфують.
- Інтарсія — це спосіб обробки дерев'яної поверхні інкрустацією, різьбленням, заповненням заглибин іншим ( контрастним за кольором )матеріалом.

Інтарсія досить трудомістка техніка і не мала широкого використання.

## Паркет у різних країнах світу[2]

### Паркет в Україні
Паркет з‘явився в Україні XVIII столітті, коли мода на дерев‘яні підлоги прийшла з Європи, особливо з Франції та Польщі. Популярними паркетні підлоги стали серед еліти в великих містах, таких як Київ і Львів. Спочатку паркет використовували в палацах і будинках заможних громадян, де він підкреслював розкіш і статус власників. Ранній паркет в Україні викладався з дубових, ясеневих або горіхових дощок у складні геометричні візерунки в ручну, що вимагало високого рівня майстерності.
На сьогодні виробництво паркету в Україні активно розвивається. Вітчизняні компанії використовують сучасні технології та якісну деревину, зокрема дуб, ясен і горіх. Українські виробники паркету орієнтуються як на внутрішній ринок, так і на експорт, забезпечуючи конкурентні ціни та високі стандарти якості.

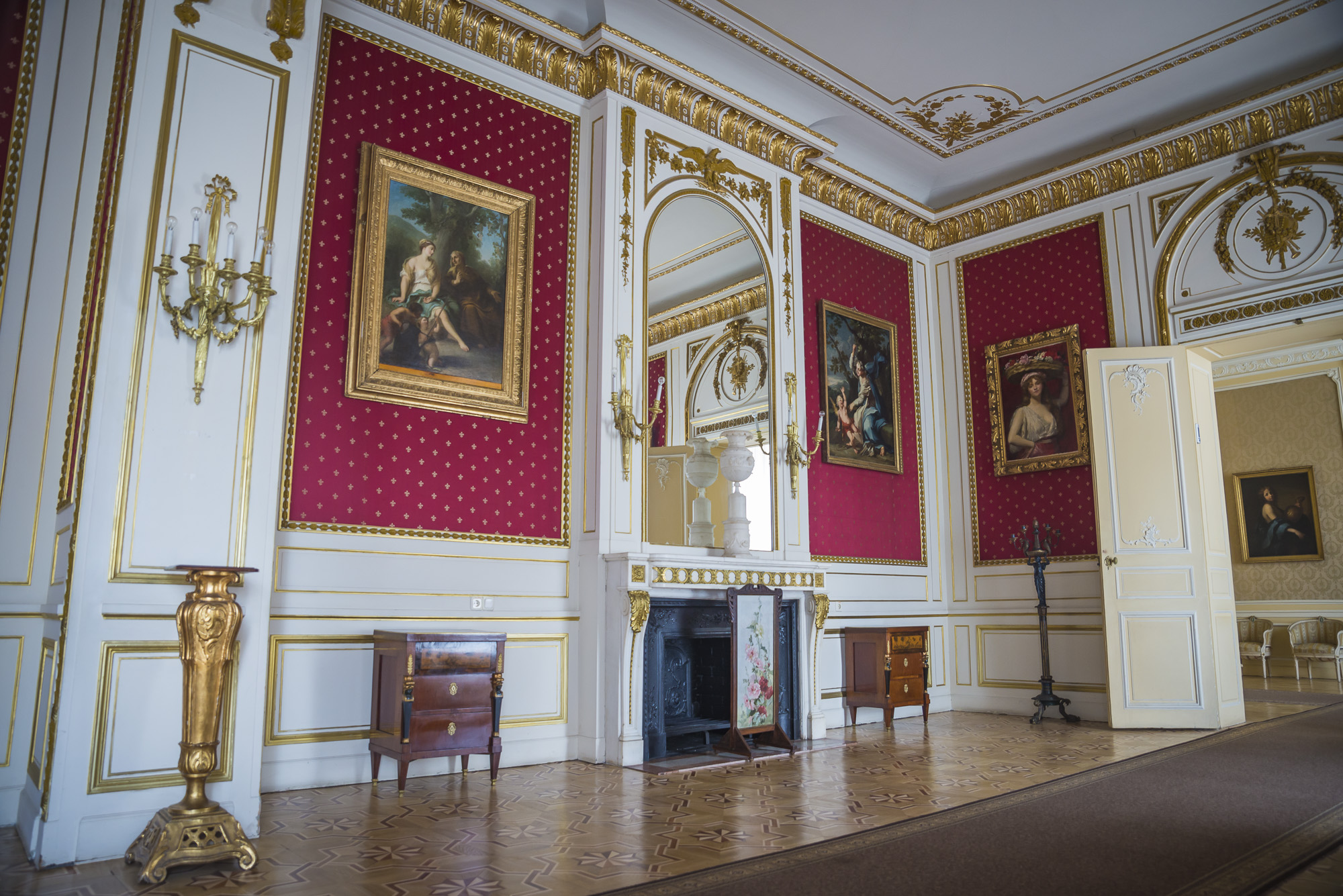
Палац Потоцьких м.Львів

Палац Потоцьких (м.Львів) був збудований у стилі бароко, епохи французького короля Луї XIV за проєктом французького архітектора Луї Альфонса Рене Довернь (фр. Louis Dauvergne). Будівля виконана в стилі французького класицизму з паркетними підлогами геометричної форми.

### Паркет у Росії
В Московії 16 століття з'явились підлоги з дубових «цеглин» і викладались на зразок спрощеного малюнку ялинки. Але це були майже винятково палацові підлоги. Базовим шаром паркету в Московії 17 ст. слугувало вапно, що перешкоджало швидкому псуванню деревини, а шви між паркетними дошками заліплювали сумішшю вапна зі смолою. За цією технологією були створені паркети в соборі Святого Дмитра в місті Володимир, храмі Василя Блаженного в Москві тощо. Отримала розповсюдження техніка набору паркету на дерев'яних щитах, що мали стандартний розмір. Це дозволяло прискорити розрахунки і створення самого паркету (підлоги) в приміщенні. 
Високохудожні паркети і в Петербурзі 18 ст. були перевагою імператорських палаців і найбагатших вельмож доби, тобто були рідкісними.

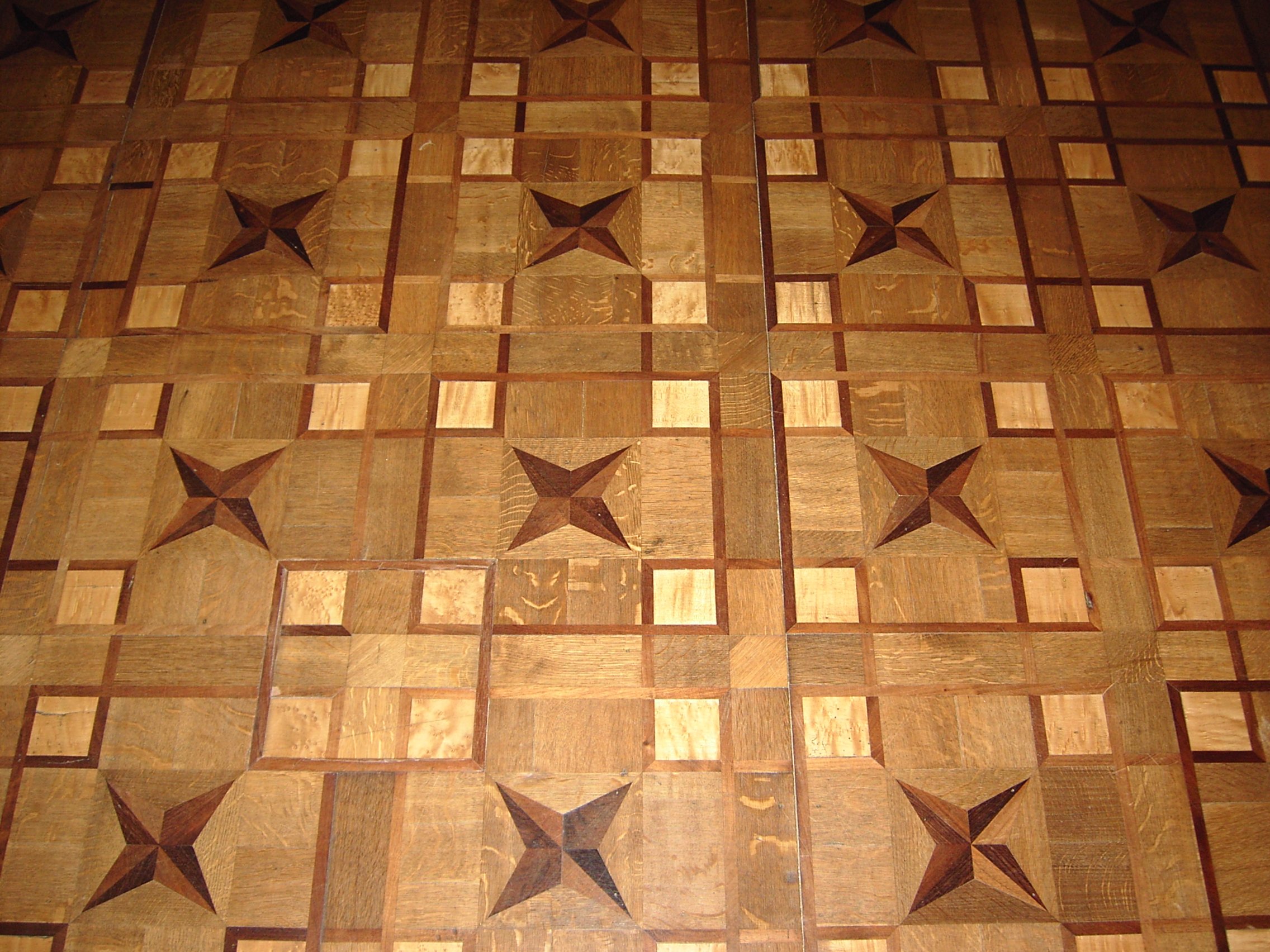

Меншиковський палац (перша кам'яна і велика за розмірами будівля Петербурга) мав підлоги з паркетом але лише на другому, парадному поверху палацу. Невеличкі за розмірами зали мали геометричні паркети, особистий в кожній залі.

## Вимоги до теплих підлог

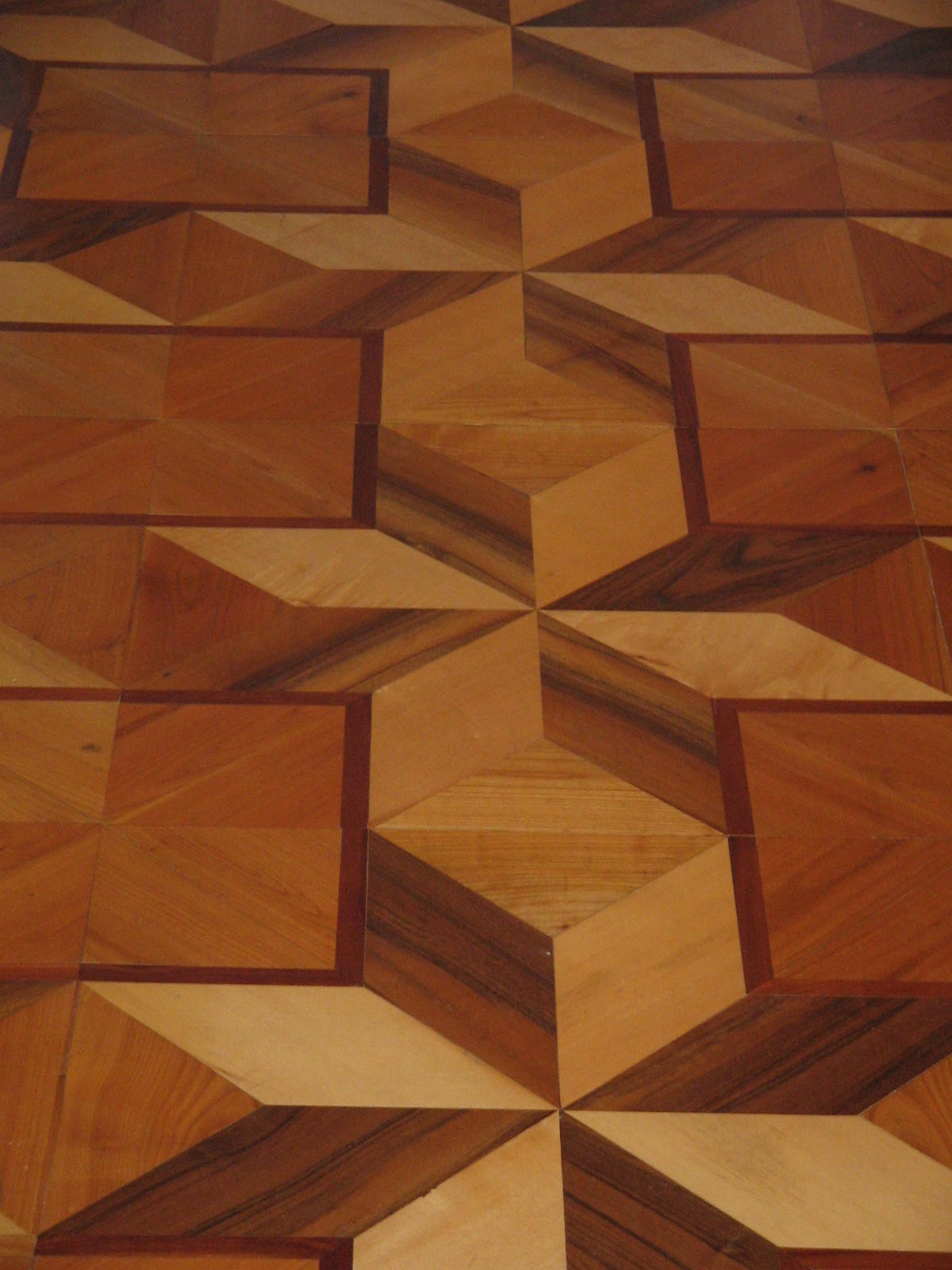

Особливості доби і палацового побуту сформували вимоги до теплих підлог. Їх робили подвійними для підвищення теплоізоляції, бо підлоги використовували для сну. На підлогах укладали спати як кріпаків ( домову челядь), слуг, так і гостей - дворян. В дні свят, коли приїздили гості, на ліжка чи дивани клали лише почесних гостей. Взимку опалення було лише в деяких житлових приміщеннях, а парадні зали зачиняли. Опалення в них було лише в дні свят чи в дні візитів гостей.
Дворова челядь зазвичай спала в людських кімнатах тільки на підлозі. Особисті слуги спали на підлозі біля ліжка свого пана або біля порогу спальні. Спати на підлогах влітку перебирались і вельможні пани.
Для утеплення підлог використовували різні килими, які клали навіть на коштовні художні паркети.
Аби завадити псуванню деревини, слідкували за вентиляцією і підтримкою сухісті. Для вентиляції в фундаментах (підвалинах) робили особливі отвори для сполучення з повітрям. Взимку заради тепла отвори зачиняли.Були особливі отвори і в кутах кімнат, прикриті латунними решітками.

## Паркети Антоніо Рінальді
Особливе місце в історії мистецтв посіли паркети 18 століття за малюнками архітектора Антоніо Рінальді. Майстер перехідної епохи від бароко до рококо створив декілька ескізів високохудожніх паркетів, створених в реальності. Аби підсилити ансамбль в оздобленні приміщень, Рінальді використовував в паркетах елементи, які мали плафони приміщень (бордюр, трельяж, різноманітні гірлянди, овали тощо). Сильною стороною паркетів Рінальді було викристання стриманої, але гармонійної колористичної гамми. Цікавим було і звернення Рінальді до різних технік створення підлог і паркетів. Збережені зразки як холодних (мінеральних ) підлог, так і суто паркетів дерев'яних.

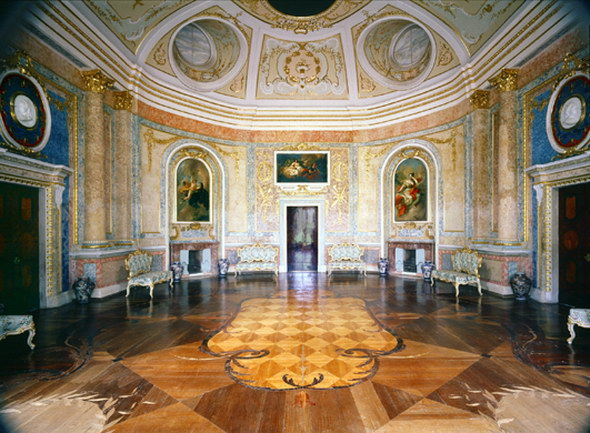
Китайський палац (Оранієнбаум), паркет Великої зали
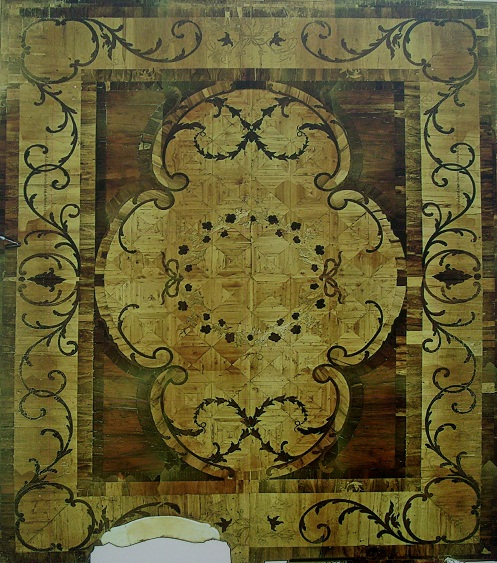
Антоніо Рінальді. Проект паркету для Блакитної вітальні Китайського палацу, малюнок